# 七郷輪中

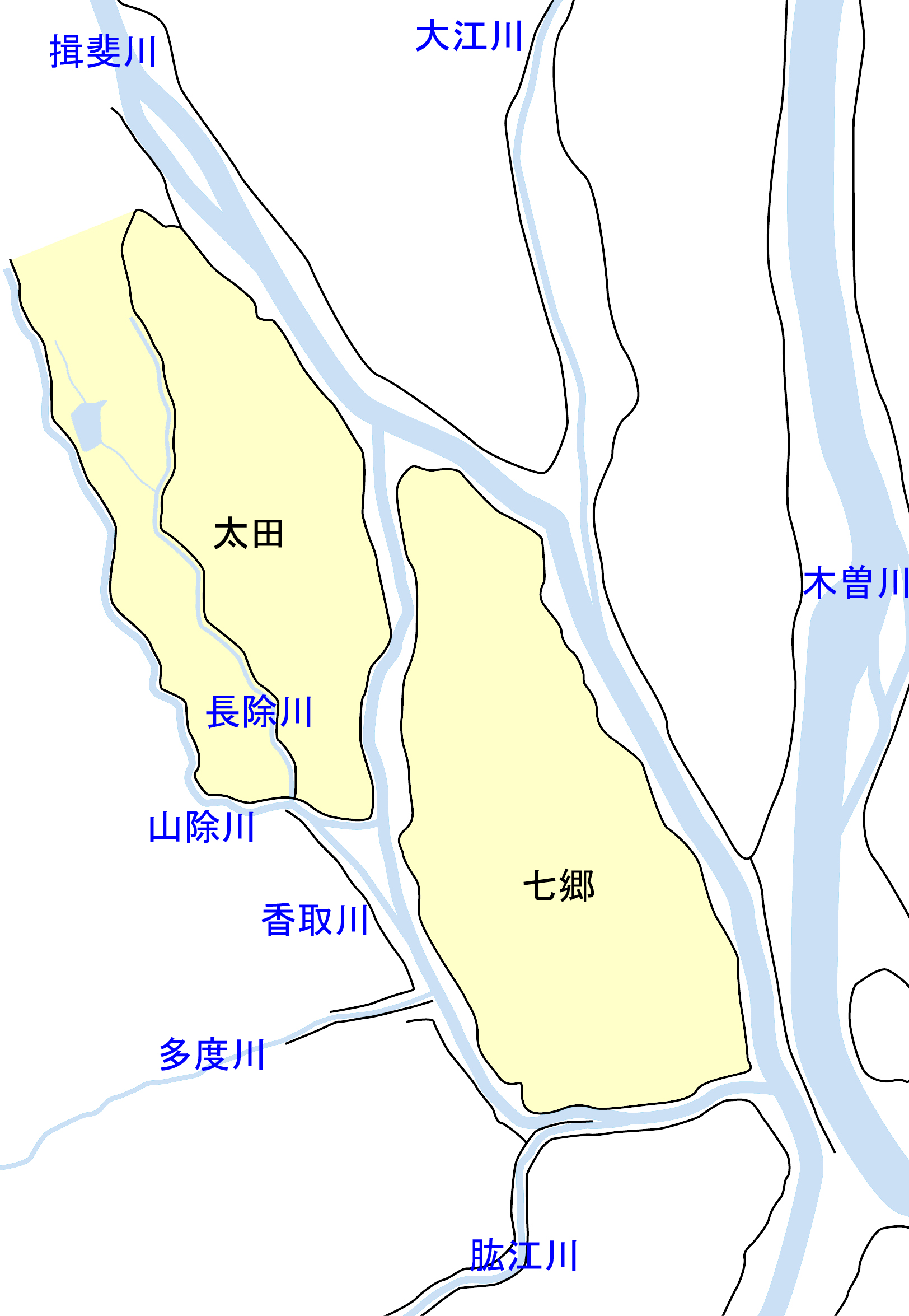
七郷輪中および太田輪中と周辺の河川の様子

七郷輪中（ななさとわじゅう）または福永輪中（ふくながわじゅう）とは、三重県北部の揖斐川右岸にあった輪中。

## 地理

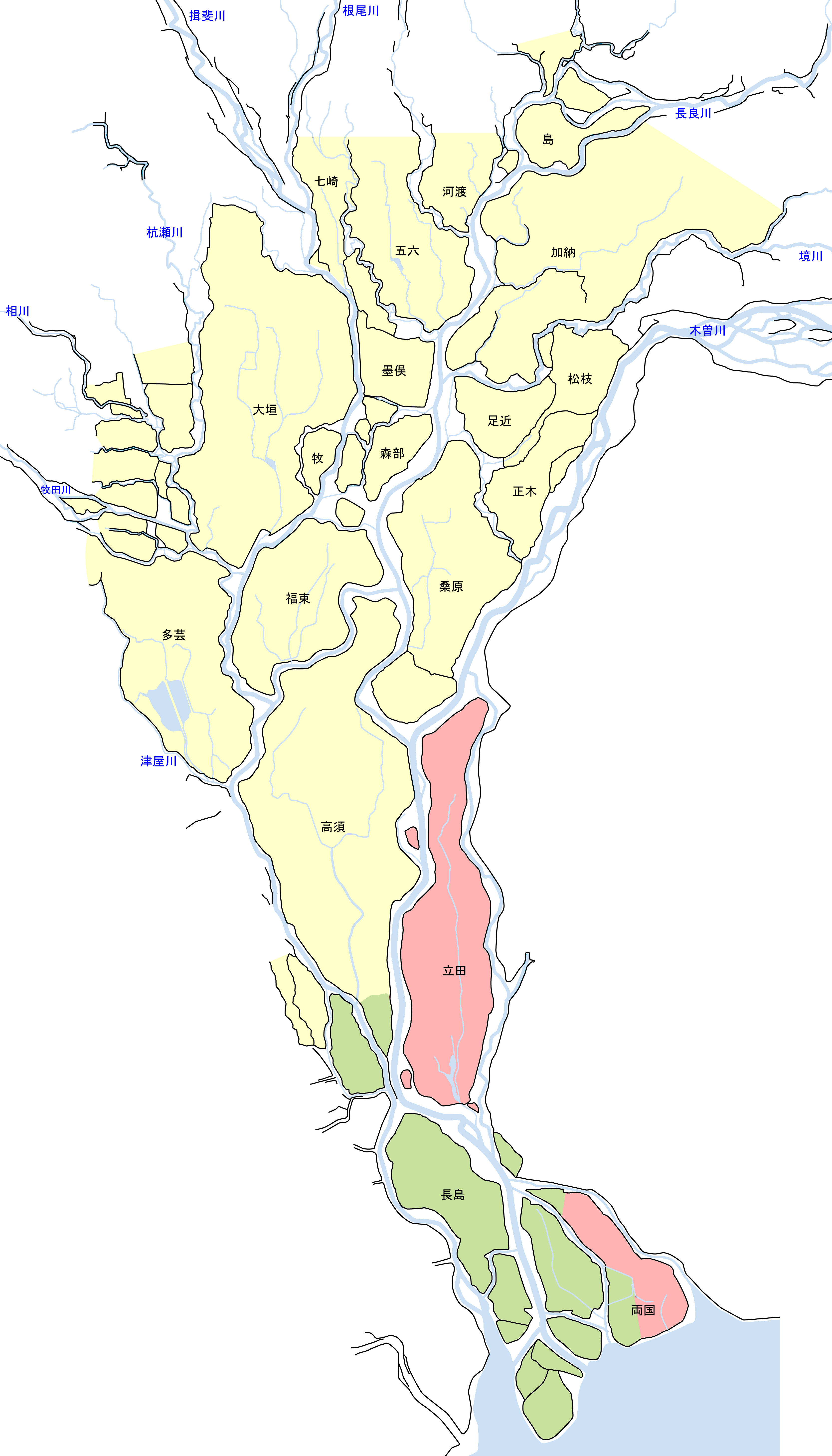
明治時代初期の輪中地帯の様子（黒字は主要な輪中名、水色線・青字は主要な河川、着色は黄が美濃国（岐阜県）・赤が尾張国（愛知県）・緑が伊勢国（三重県））

現在の桑名市の旧多度町のうち、揖斐川・山除川・多度川に囲まれた地域が相当する。揖斐川右岸の輪中では最も下流側に位置する。

## 歴史

### 輪中形成
江戸時代以前は七郷輪中の地域の西側を揖斐川派川の香取川が流れており、山除川・多度川・肱江川と合流して揖斐川に再合流していた。
七郷輪中の開発は関ヶ原の戦いの直後から始まり、17世紀前半には大部分の開発が終わったとされる。古くは水田耕作と、堤防周辺で栽培される桑を利用した養蚕が盛んであった。この地域は桑名藩に属していたが、1710年（宝永7年）の野村騒動に伴う領地替えで松平忠雅が桑名藩主になった際に、七郷輪中の地域は天領となった。

### 手伝普請
揖斐川上流や、山除川など養老山地側からの土砂の堆積により香取川の河底が上昇し天井川化が進行していた。揖斐川本体の疎通も悪化しており、江戸幕府にはこれらの改善が求められた。
1748年（延享5年）の二本松藩の手伝普請では、工事を統括する「御元小屋」が七郷輪中の上之郷村に設けられた。香取川では約3.5キロメートルの区間で土量約58400立方メートルの浚渫が行われ、土砂の多くは七郷輪中内のかさ上げに用いられた。
1754年（宝暦4年）の薩摩藩の手伝普請（宝暦治水）では、揖斐川の疎通改善のために、香取川の廃川・七郷輪中などで引堤して揖斐川新川を造成する案などが提案されるが、多くの「潰地」が生じることと新川の勾配が緩やかであることなどを理由に廃案となった。

### 木曽三川分流工事
ヨハニス・デ・レーケの計画に基づく明治時代の木曽三川分流工事では、1990年（明治33年）以降の第3期工事で工事が行われた。
まず秋冬の揖斐川の水量が少ない時期を狙い、揖斐川沿い約4.0キロメートルの堤防の引堤が行われた。次いで香取川が廃川となり、香取川の河道跡は山除川・多度川が揖斐川に合流する河道として使用された。また、肱江川と多度川の間には背割堤が築かれ、それぞれ別に揖斐川に合流する形態へと変更された。